# 1678 en France
Chronologie de la France
- 1674
- 1675
- 1676
- 1677
- 1678
- 1679
- 1680
- 1681
- 1682

Cette page concerne l’année 1678 du calendrier grégorien.

## Événements
- 4 janvier : Vauban devient commissaire général aux fortifications[1].

- 8 mars : achevé d’imprimer de La Princesse de Clèves, roman de Madame de La Fayette publié anonymement[2].
- 12 mars : Bref Jampridem audivimus sur la question du droit de régale du pape Innocent XI[3].
- 22 mars : Bossuet reçoit l’abjuration de mademoiselle de Duras[4].

- 13 avril : Bossuet fait mettre au pilon l’Histoire critique du Vieux Testament de Richard Simon[5].
- 10 août - 17 septembre : traité de Nimègue entre la France, l’Espagne et les Provinces-Unies mettant fin à la guerre de Hollande. L’Espagne doit céder la Franche-Comté et échanger les enclaves du nord contre 12 villes dont Saint-Omer, Cambrai, Valenciennes et Maubeuge qui ferment les voies d’invasions de la France par le nord. Eléonore de Habsbourg épouse Charles V de Lorraine[6].
- 14-15 août : bataille indécise de Saint-Denis entre Luxembourg et Guillaume III d’Orange[7].

- Début de la construction de l’Aile du Midi au château de Versailles (fin en 1682)[8].